# Верхнє Ладино
Верхнє Ладино (рос. Верхнее Ладино) — присілок в Приморському районі Архангельської області Російської Федерації.
Населення становить 93 особи. Входить до складу муніципального утворення Заостровське поселення.

## Історія
Від 2004 року входить до складу муніципального утворення Заостровське поселення.

## Населення
| 2002 | 2010 | 2012 |
| ---- | ---- | ---- |
| 98   | ↘65  | ↗93  |